# Henstedt-Ulzburg
Henstedt-Ulzburg – gmina w Niemczech w kraju związkowym Szlezwik-Holsztyn, w powiecie Segeberg. Liczy 26 529 mieszkańców. (31 grudnia 2008).

## Demografia
Stan zawsze na dzień 31 grudnia:
- 1970: 10 645 mieszkańców
- 1975: 16 367 mieszkańców
- 1980: 18 753 mieszkańców
- 1990: 21 244 mieszkańców
- 1995: 23 412 mieszkańców
- 2000: 24 949 mieszkańców
- 2006: 26 402 mieszkańców
- 2008: 26 529 mieszkańców

## Osoby urodzone w Henstedt-Ulzburg
- Janne Schäfer – niemiecka pływaczka
- David Kross – aktor

## Współpraca międzynarodowa
- Maurepas, Francja
- Usedom, Meklemburgia-Pomorze Przednie
- Waterlooville, Wielka Brytania
- gmina Wierzchowo, Polska